# لئونارد گارت (بازیکن فوتبال)
لئونارد گارت (انگلیسی: Leonard Garrett؛ ۱۴ مه ۱۹۳۶ – ۱۵ مارس ۲۰۱۱) بازیکن فوتبال بود.
از باشگاه‌هایی که در آن بازی کرده‌است می‌توان به باشگاه فوتبال آرسنال اشاره کرد.